# 約翰·普爾曼
赫伯特·約翰·普爾曼（Herbert John Pulman，1923年12月12日—1998年12月25日），是一名英格蘭職業司諾克選手，在整個1960年代爭霸該項比賽，曾在世界司諾克錦標賽獲得8次冠軍、3次亞軍。